# Concejo Municipal de Heredia
El Concejo Municipal de Heredia es el órgano colegiado y de elección popular, máximo organismo jerárquico de la Municipalidad de Heredia, cabecera de la Provincia de Heredia. 

## Historia
En 1762 el pueblo de Cubujuquí inició gestiones ante la Real Audiencia de Guatemala para ser erigidio en villa y contar con gobierno municipal propio, y solicitó expresamente que se le diese el nombre de Heredia, ya que el presidente de la Audiencia era Alonso Fernández de Heredia. La Audiencia aprobó la solicitud, pero las ofertas presentadas en la subasta para adquirir los cargos en el primer ayuntamiento fueron mínimas y no se pudo inaugurar la corporación. El título de villa fue revocado en 1779, aunque la población mantuvo el nombre de Villa Vieja hasta que en 1801 esto fue prohibido por las autoridades. 
Instaurado el régimen constitucional con la Constitución de Cádiz,  el primer Ayuntamiento o municipalidad de Heredia se instaló el 19 de mayo de 1812. En 1813, las Cortes españolas concedieron a Heredia el título de villa, pero en 1814 fue anulado al ser disueltas las Cortes por el rey Fernando VII. En 1820, poco después de restablecido el régimen constitucional, las Cortes nominaron a Heredia por tercera vez el título de villa.
Heredia, al igual que otras poblaciones de Costa Rica, proclamó en 1821 la independencia absoluta del gobierno español. De 1822 a 1823 la población se mantuvo separada de Costa Rica y sujeta a las autoridades de León, Nicaragua, que habían proclamado la unión al Primer Imperio Mexicano. Al producirse en abril de 1823 la guerra civil entre republicanos y monárquicos costarricenses, Heredia intervino en favor de la causa monárquica y atacó y ocupó la población de Alajuela, mayoritariamente republicana, pero depuso las armas sin lucha poco después tras la victoria del caudillo republicano Gregorio José Ramírez y Castro en Cartago tras la batalla de Ochomogo.
El 11 de noviembre de 1824, durante el gobierno del primer Jefe de Estado Juan Mora Fernández, el Congreso Constituyente de Costa Rica concedió a Heredia el título de ciudad.
En agosto de 1835, al ser derogada la Ley de la Ambulancia, Heredia se convirtió en sede de los Poderes Legislativo y Conservador y capital del Estado de Costa Rica, aunque los Poderes Ejecutivo y Judicial fueron ubicados en la ciudad de San José. 
La segunda guerra civil costarricense enfrentó a San José con la sublevación de Cartago, Alajuela y Heredia, ésta tuvo un papel significativo, ya que uno de los principales vecinos de la ciudad, Nicolás Ulloa Soto, fue proclamado Dictador de la Liga y cabeza formal de los insurrectos. Las tropas heredianas y alajuelense ocuparon el llano del Murciélago, al norte de San José, pero se retiraron a de allí al enterarse de que los josefinos habían tomado Cartago. Poco después, las tropas josefinas cruzaron el río Virilla, derrotaron rápidamente a los rebeldes y ocuparon Heredia y Alajuela. A pesar de estos hechos, Heredia conservó la condición de capital de Costa Rica hasta 1838, año en que el Jefe de Estado Braulio Carrillo Colina concentró de hecho todos los poderes en San José.
En 1848 la Constitución Política estableció los títulos de Provincia, Cantón y Distrito Parroquial. En la ley N.º 36 de 7 de diciembre de 1848 le concedió a Heredia el título de Cantón y le asignó 7 distritos.

## Conformación del Concejo
|                                                                  |                                      |                            |           |           |                              |
| Partidos políticos en el Concejo Municipal de Heredia 2024-2028. |                                      |                            |           |           |                              |
| Partido político                                                 | Partido político                     | Partido político           | Regidores | Regidores | Regidores                    |
|                                                                  | Partido Liberación Nacional.         |                            | 3         | P.        | Lilliana Jiménez Barrientos. |
| S.                                                               | Partido Liberación Nacional.         | Maritza Sandoval Vega.     | 3         |           |                              |
| P.                                                               | Partido Liberación Nacional.         | Luis Araya Villalobos.     | 3         |           |                              |
| S.                                                               | Partido Liberación Nacional.         | Alfredo Prendas Jiménez.   | 3         |           |                              |
| P.                                                               | Partido Liberación Nacional.         | Heidy Hernández Benavides. | 3         |           |                              |
| S.                                                               | Partido Liberación Nacional.         | Odette Fernández Salazar.  | 3         |           |                              |
|                                                                  | Partido Unidad Social Cristiana.     |                            | 3         | P.        | Marlon Obando Suarez.        |
| S.                                                               | Partido Unidad Social Cristiana.     | Jean Carlo Barboza Román.  | 3         |           |                              |
| P.                                                               | Partido Unidad Social Cristiana.     | Roxana Arias Ramírez.      | 3         |           |                              |
| S.                                                               | Partido Unidad Social Cristiana.     | Maribel Quesada Fonseca.   | 3         |           |                              |
| P.                                                               | Partido Unidad Social Cristiana.     | Luis Williams Ovares.      | 3         |           |                              |
| S.                                                               | Partido Unidad Social Cristiana.     | Freddy Cervantes Paniagua. | 3         |           |                              |
|                                                                  | Partido Progreso Social Democrático. |                            | 1         | P.        | Jorge Blanco Chan.           |
| S.                                                               | Partido Progreso Social Democrático. | Manrique Ortíaz Paniagua.  | 1         |           |                              |
|                                                                  | Frente Amplio.                       |                            | 1         | P.        | José Berrocal Miranda.       |
| S.                                                               | Frente Amplio.                       | Fidel Barrera Romero.      | 1         |           |                              |
|                                                                  | Sentir Heredia.                      |                            | 1         | P.        | José Quesada Castro.         |
| S.                                                               | Sentir Heredia.                      | Esteban Venegas Murillo.   | 1         |           |                              |

## Síndicos
| Partidos políticos según las sindicalías de Heredia 2024-2028. | Partidos políticos según las sindicalías de Heredia 2024-2028. | Partidos políticos según las sindicalías de Heredia 2024-2028. | Partidos políticos según las sindicalías de Heredia 2024-2028. | Partidos políticos según las sindicalías de Heredia 2024-2028. | Partidos políticos según las sindicalías de Heredia 2024-2028. |
| Partido político                                               | Partido político                                               | Partido político                                               |                                                                | Síndicos                                                       | Distrito                                                       |
| -------------------------------------------------------------- | -------------------------------------------------------------- | -------------------------------------------------------------- | -------------------------------------------------------------- | -------------------------------------------------------------- | -------------------------------------------------------------- |
|                                                                | Partido Unidad Social Cristiana.                               |                                                                | P.                                                             | Roxana Lobo Cordero.                                           | Heredia.                                                       |
| S.                                                             | Partido Unidad Social Cristiana.                               | Gabriel Ugalde Zamora.                                         |                                                                |                                                                | Heredia.                                                       |
|                                                                | Partido Liberación Nacional.                                   |                                                                | P.                                                             | Henry Vargas Charpentier.                                      | Mercedes.                                                      |
| S.                                                             | Partido Liberación Nacional.                                   | Keyna Chinchilla Aguilar.                                      |                                                                |                                                                | Mercedes.                                                      |
| P.                                                             | Partido Liberación Nacional.                                   | Jesús Villalobos Morales.                                      | San Francisco.                                                 |                                                                |                                                                |
| S.                                                             | Partido Liberación Nacional.                                   | Marcia Araya Salazar.                                          | San Francisco.                                                 |                                                                |                                                                |
| P.                                                             | Partido Liberación Nacional.                                   | Sandra Altamirano Hidalgo.                                     | Ulloa.                                                         |                                                                |                                                                |
| S.                                                             | Partido Liberación Nacional.                                   | Juan Villalobos Villalobos.                                    | Ulloa.                                                         |                                                                |                                                                |
| P.                                                             | Partido Liberación Nacional.                                   | Wayner González Morera.                                        | Varablanca.                                                    |                                                                |                                                                |
| S.                                                             | Partido Liberación Nacional.                                   | Yuliana Padilla Hidalgo.                                       | Varablanca.                                                    |                                                                |                                                                |

## Alcaldía
| Partido Político.         | Partido Político.            | Alcaldía.              |
| ------------------------- | ---------------------------- | ---------------------- |
|                           | Partido Liberación Nacional. | Ángela Aguilar Vargas. |
| Primera Vicealcaldía.     | Partido Liberación Nacional. |                        |
| Víctor Sánchez González.  | Partido Liberación Nacional. |                        |
| Segunda Vicealcaldía.     | Partido Liberación Nacional. |                        |
| Kenneth Arguedas Navarro. | Partido Liberación Nacional. |                        |